# Ерозия
В науките за Земята, ерозия е въздействието на повърхностни процеси (като водни течения или вятър), които премахват почва, скали или разтворени вещества от едно място на земната кора и ги пренасят до друго място. Разпадането на частици на скалите или почвата в кластични седименти се нарича механична (физическа) ерозия. Това се различава от химическата ерозия, където почвата или скалния материал биват премахвани чрез разтваряне в разтворител (обикновено вода), последвано от оттичане на въпросния разтвор. Ерозиралият седимент или разтворените вещества могат да бъдат преместени на няколко милиметра или на хиляди километри.
Естественият темп на ерозия се контролира от действието на геоморфологични подбудители като дъжд, износване на скалната основа в реките, брегова ерозия от морето и вълните, ледниково теглене, абразия, наводнения, ветрова абразия, подземни води и свлачища. Скоростта на действие на тези процеси контролира бързината на повърхностната ерозия. Обикновено, физическата ерозия настъпва най-бързо на стръмни повърхности и скоростта може да зависи от някои климатични свойства като количеството доставена вода (например от дъжд), бури, скорост на вятъра или атмосферна температура (особено за някои процеси, свързани с лед). Обратните връзки също са възможни между темповете на ерозия и количеството ерозирал материал, който вече е носен от, например, река или ледник. Процесите на ерозия, които пораждат седимент или разтворени вещества от дадено място, контрастират с тези на акумулация, които контролират пристигането и разположението на вещества на ново място.
Докато ерозията е естествен процес, човешката дейност е увеличила от 10 до 40 пъти скоростта, с която се появява ерозия глобално. В добре изучени селскостопански райони като Апалачите интензивните фермерски практики са предизвикали ерозия със скорост до 100 пъти по-висока от естествената в региона. Прекомерната или ускорена ерозия причинява както проблеми на място, така и извън него. Локалните въздействия включват намалена селскостопанска продуктивност и екологичен колапс, като и двете се дължат на загубата на горния почвен слой, който е богат на хранителни вещества. В някои случаи крайният резултат е опустиняване. По-широките последствия включват седиментация на водните пътища и еутрофикация на водните обекти, както и свързани със седиментацията щети върху пътища и жилища. Водната и ветровата ерозии са двете основни причини за деградацията на земята. Комбинирани, те са отговорни за около 84% от деградиралата земя на глобално ниво, което прави прекомерната ерозия един от най-значителните екологични проблеми в света.:с. 2
Интензивното селско стопанство, обезлесяването, пътищата, антропогенната промяна на климата и ексурбанизацията са сред най-значителните човешки дейности по отношение на техния ефект върху стимулирането на ерозия. Въпреки това, съществуват много превантивни практики, които могат да съкратят или ограничат ерозията на уязвими почви.

## Физически процеси

### Дъжд и повърхностно оттичане
Дъждът и повърхностното оттичане, което може да е последствие на дъжда, причиняват четири основни типа ерозия на почвата: ерозия на разпръскване, пластова ерозия, ручейна ерозия и водосточна ерозия. Ерозията на разпръскване основно се наблюдава като първия и най-малко сериозния етап на процеса на почвена ерозия. Следва го пластовата ерозия, след това ручейната ерозия и най-накрая водосточната ерозия (най-сериозната).:с. 60 – 61
При ерозията на разпръскане ударът на падаща капка дъжд създава малък кратер в почвата, изхвърляйки почвени частици. Разстоянието, което тези почвени частици изминава, може да достигне 0,6 m вертикално и 1,5 m хоризонтално.
Ако почвата е наситена или ако темпът на валежа е по-голям от темпа на инфилтриране на водата в почвата, е налице повърхностно оттичане. Ако оттичането има достатъчно поточна енергия, то ще премести отронените почвени частици (седименти) надолу по наклона. Пластова ерозия е преместването на отронени почвени частици от поток върху суша.
Ручейната ерозия се отнася до развитието на малки, краткотрайни концентрирани поточни пътища, които функционират като източник на седименти при ерозия върху склонове. По принцип там, където темпът на водна ерозия в планински райони е най-голям, ручеите са активни. Дълбочината на потока в ручеите обикновено е от порядъка на няколко сантиметра и склоновете покрай каналите могат да бъдат доста стръмни. Това означава, че ручеите проявяват хидравлична физика, която е много различна от водата, течаща през по-дълбоките и широки канали на реките.
Водосточна ерозия е налице, когато оттичаща се вода се натрупа и бързо потече през тесни канали по време на или веднага след силни дъждове или топящи се снегове, премахвайки почва до значителна дълбочина.

### Реки и потоци
Речната ерозия възниква при постоянен воден поток по дължината обект. Ерозията е вертикална, в зависимост от долината, и хоризонтална (челна), разширявайки долината в склоновете, образувайки нарези и стръмни брегове. В най-ранния стадий на речна ерозия, ерозивната активност е основно вертикална, долините има типичното V-образно напречно сечение, а градиента на потока е относително стръмен. Когато се достигне някакво базисно ниво, ерозивната активност преминава в странична ерозия, която разширява коритото на долината и създава тесни заливни равнини. Градиента на потока става почти равен и страничното отлагане на седименти става важно, докато потокът меандрира през долината. Във всички етапи на ерозията на потока най-силна ерозия настъпва при наводнение, когато повече и по-бърза вода е налична за преместването на голям седиментен товар. При такива процеси не само водата причинява ерозия – плаващи абразивни частици и камъчета също действат ерозивно, докато пресичат повърхността.
Речна брегова ерозия е износването на бреговете на поток или река. Това се разграничава от промени в речното корито, което е познато като излъскване. Ерозията и промени във формата на речните брегове могат да бъдат измерени, чрез вмъкване на метални пръти в брега и маркиране на положението на повърхността на брега покрай прътите по различно време.
Топлинна ерозия се нарича резултатът от топенето и отслабването на вечна замръзналост, поради движението на вода. Може да възниква както покрай реки, така и при морски брегове. Бързата миграция на речния канал, наблюдавана при река Лена в Сибир, се дължи на топлинна ерозия, тъй като части от бреговете са съставени от вечна замръзналост. Голяма част от тази ерозия възниква, когато отслабените брегове се откъсват на големи парчета. Топлинната ерозия засяга и брега на Арктика, където действието на вълните и температурите близо до бреговете се комбинират така, че да подкопават вечно замръзналите скали покрай бреговата линия и ги карат да се отчупят. Годишната скорост на ерозия покрай 100-километров сегмент на бреговата линия на море Бофорт е средно 5,6 m на година от 1955 г. до 2002 г.

### Брегова ерозия
Ерозията на бреговата линия, която възниква както при изложени, така и при защитени брегове, основно се появява чрез действието на течения и вълни, но промени в морското приливно ниво също могат да изиграят роля.
Хидравлично действие е налице, когато въздух в съединяваща част внезапно бива компресиран от вълна, затваряща входа на съединението. Това я чупи. Понякога ударите на вълните имат достатъчно енергия, за да отчупват парчета от скалите. Абразията се причинява от вълни, които изхвърлят морска вода върху скалите. Това е най-бързата форма на ерозия на бреговата линия. Друг значителен източник на ерозия, особено на карбонатните брегови линии, е пробиването, изстъргването и смилането на организми, процес, наричан биоерозия.
Седиментите се преместват покрай морския бряг по посока на по-силното течение. Когато количеството седимент по посока на възходящото течение е по-малко от количеството, което се изнася, настъпва ерозия. Когато количеството седимент във възходящото течение е по-голямо, обикновено се образуват пясъчни или чакълести брегове в резултат на акумулация. Тези брегове могат бавно да мигрират по дължината на брега в зависимост от посоката на течението, периодично защитавайки и излагайки части от бреговата линия. Там, където има извивка на бреговата линия, често възниква натрупване на ерозионен материал, образувайки тесен бряг (коса).

### Химическа ерозия
Химическа ерозия се нарича загубата на материя в даден район под формата на разтворени вещества. Химическата ерозия обикновено се изчислява благодарение на разтворените вещества в даден поток.

### Ледници
Ледниците причиняват ерозия главно чрез три различни процеса: абразия, теглене и избутване. При абразионния процес отломки в базовия лед стържат по коритото, полирайки и издълбавайки подлежащите скали, подобно на шкурка върху дърво. Според учените, освен ролята на температурата в задълбочаването на долините, други ледникови процеси, като ерозията също контролират вариациите между долините. В модела на хомогенна ерозия на коритото, се образува извито напречно сечение под леда. Въпреки че ледникът продължава да дълбае вертикално, формата на канала под него накрая остава една и съща, достигайки U-образна параболична стабилна форма, каквато може да се наблюдава днес в ледникови долини. Учените също предоставят числено приближение за времето, нужно за крайното образуване на гладка U-образна долина – около 100 000 години. При моделът на ерозия при слабо корито (съдържащо по-склонен към ерозия материал, отколкото заобикалящите го скали) обаче количеството задълбочаване е ограничено, защото скоростта на леда и на ерозията са намалени.
Ледниците могат също да накарат парчета от коритото да се отчупят при процеса на теглене. При избутването ледникът замръзва към коритото си, след което, надигайки се напред, премества големи пластове замръзнал седимент в основата. Този метод създава някои от хилядите езерни басейни, които осейват ръба на Канадския щит. Разликите във височината на планински вериги не само са резултат от тектонски сили, но и на местни климатични вариации. Учените използват глобален анализ на топография, за да покажат, че ледниковата ерозия контролира максималната височина на планините, тъй като релефът между планинските върхове и снежната линия обикновено са ограничени до височини под 1500 m. Ерозията, причинена от ледници глобално, ерозира планините толкова ефективно, че терминът ледников трион е станал широко използван, за описване на ограничаващия ефект на ледниците върху височината на планинските вериги. Докато планините растат във височина, те позволяват и повече ледникова активност, което предизвиква по-бърз темп на ерозия на планината. Това е добър пример за отрицателна обратна връзка. Текущите изследвания показват, че докато ледниците намаляват размера на планините, в някои райони ледниците могат да намалят и темпа на ерозия, действайки като ледникова броня. Ледът освен да ерозира планините, може също да ги защитава от ерозия. В зависимост от ледниковия режим, дори стръмни алпийски земи могат да бъдат запазени във времето с помощта на леда. Учените са доказали тази теория, като вземат проби от осем върха от северозападните части на Свалбард, използвайки Be10 и Al26 и показват, че северозападните части на Свалбард са се трансформирали от състояние на ледникова ерозия под относително мека максимална ледникова температура към състояние на ледникова броня, изпълнена от студен защитаващ лед по време на доста по-ниска максимална ледникова температура през напредващата епоха на кватернер.
Най-добре развитата ледникова морфология на долините изглежда е ограничена до пейзажи с бавно пластово повдигане (по-малко или равно на 2 mm годишно) и висок релеф, водейки до дълги времена на промяна. Там, където скоростта на пластовото повдигане надвишава 2 mm годишно, ледниковата морфология на долините обикновено е значително променена от следледникови времена. Взаимодействието на ледникова ерозия и тектонски сили определя морфологичното въздействие на активни орогени, както чрез влияние върху височината им, така и чрез променяне на моделите на ерозия по време на следващи ледникови периоди чрез връзка между пластовото повдигане и формата на напречното сечение на долините.

### Наводнения
При изключително големи потоци се образуват завихряния от голям обем бързо нахлуваща вода. Завихрянията причиняват голяма местна ерозия, дърпайки корита и създавайки дупковидни черти.

### Ветрова ерозия
Ветровата ерозия е голяма геоморфологична сила, особено в сухите и полусухите региони. Тя също така е голям източник на деградация на земята, изпарение, опустиняване, вреден въздушен прах и вреди по реколтата, особено след като е засилена много над естествените темпове от човешка дейност като обезлесяване, урбанизация и селско стопанство.
Ветровата ерозия бива два основни вида: дефлация, при която вятърът вдига и пренася свободни частици, и абразия, при която повърхностите се износват при удар от падащи частици, носени от вятъра. Дефлацията се разделя на три категории: (1) повърхностно приплъзване, при което големи и тежки частици се плъзгат и търкалят по земята, подскачане, при което частиците се повдигат на малка височина във въздуха и подскачат по повърхността на почвата, и вдигане, при което много малки и леки частици се издигат във въздуха от вятъра и често биват пренасяни на големи разстояния. Подскачането е отговорно за по-голямата част (50 – 70%) от ветровата ерозия, следвано от вдигането (30 – 40%) и повърхностното приплъзване (5 – 25%).
Ветровата ерозия е много по-тежка в сухи райони и по време на засушаване. Например, в Големите равнини е оценено, че загубата на почва поради ветрова ерозия може да бъде до 6100 пъти по-голяма през сухи години, отколкото през влажни години.

### Движение на масите
Движение на масите е движението на скали и седименти надолу и навън по наклонена повърхност, основно поради силата на гравитацията.
Движението на масите е важна част от ерозионния процес и често е първият етап в разлагането и транспорта на износения материал в планински райони. То премества материал от големи височини към малки височини, където други ерозиращи агенти, като потоци и ледници могат да поемат материала и да го преместят към дори по-малки височини. Процесите на движението на масите винаги възникват продължително на всички склонове. Някои такива процеси действат много бавно, а други възникват внезапно, често с бедствени резултати. Всякакво доловимо движение на скали или седименти надолу по склона често се нарича свлачище. Все пак, свлачищата биват класифицирани по много по-подробен начин, който отразява механизмите, отговорни за движението и скоростта, при които възниква движението.

## Фактори, засягащи скоростта на ерозия

### Климат
Количеството и интензивността на валежите е основен климатичен фактор, обуславящ водната ерозия на почвата. Връзката е особено силна, ако тежки валежи възникнат по време и/или на място, където повърхността на почвата не е добре защитена от растителност. Това може да е по време на периоди, когато селскостопанска дейност е оставила почвата оголена или в полусухи региони, където растителността естествено е рядка. Ветровата ерозия изисква силни ветрове, особено по време на засушаване, когато растителността е рядка, а почвата е суха (и по-склонна към ерозия). Други климатични фактори като средната температура и температурната амплитуда също могат да влияят на темпа на ерозия чрез ефектите си върху растителността и свойствата на почвата. По принцип при еднаква растителност и екосистеми райони с повече валежи, повече вятър или повече бури се очаква да имат повече ерозия.
В някои части на света (като Средния Запад на САЩ) основно интензивността на валежите определя ерозивността, като по-интензивните валежи водят до повече водна ерозия. Размерът и скоростта на водните капки също е важен фактор. По-големи и по-бързи дъждовни капки имат по-голяма кинетична енергия и следователно техният удар измества частиците почва на по-голямо разстояние, отколкото по-малките и по-бавни капки.
В други части на света (като Западна Европа), оттичането и ерозията водят до относително ниска интензивност на слоестите валежи, падайки на вече наситена почва. При такива ситуации количеството валежи, а не интензивността е основният фактор, определящ сериозността на водната ерозия на почвата.
В Тайван, където честотата на тайфуните нараства значително през 21 век, е открита тясна връзка между увеличаването на честотата на бурите с увеличаването на седиментите в реките и язовирите, подчертавайки влиянието, което изменението на климата може да има върху ерозията.

### Растително покритие
Растителността действа като интерфейс между атмосферата и почвата. Тя повишава пропускливостта на почвата към дъждовна вода, така намалявайки оттичането. Също така защитава почвата от ветрове, което води до намалена ветрова ерозия, както и благоприятни промени в микроклимата. Корените на растенията захващат почвата и се заплитат с други корени, образувайки твърда маса, която е по-малко податлива на водна и ветрова ерозия. Премахването на растителността повишава скоростта на повърхностната ерозия.

### Топография
Топографията на земята определя скоростта, с която повърхностното оттичане би потекло, което на свой ред определя ерозивността на оттичането. По-дългите и по-стръмни склонове (особено такива без достатъчно растително покритие) са по-податливи към високи темпове на ерозия по време на силни дъждове, отколкото по-късите и по-полегатите склонове. Стръмният терен също така е по-склонен към свлачища и други форми на процеси на гравитационна ерозия.:с. 28 – 30

### Тектоники
Тектонските процеси управляват темповете и разпределението на ерозията по земната повърхност. Ако тектонско действие предизвика част от земната повърхност (например планина) да се повдигне или снижи спрямо заобикалящите райони, това задължително би променило градиента на земната повърхност. Тъй като скоростта на ерозия е почти винаги чувствителна към местния наклон, това би променило скоростта на ерозия в повдигнатата част. Активните тектоники също носят пресни, неизносени скали към повърхността, където те биват изложени към действието на ерозия.
Все пак, ерозията може да засегне и тектонските процеси. Премахването чрез ерозия на големи количества скали от даден регион и преместването им другаде може да доведе до намаляване на товара върху земната кора и мантия. Тъй като тектонските процеси се движат от градиенти в стресовото поле, породени в кората, това разтоварване може да причини тектонско или изостатично повдигане в региона. Спекулира се, че в някои случаи, тези двойки обратна връзка могат да действат, за да се локализират зони на много бърза ексхумация на дълбоки скали изпод места върху земната повърхност с много висока скорост на ерозия, като например стръмния терен на Нанга Парбат в западните части на Хималаите. Такива места понякога се наричат тектонски аневризми.

### Развитие
Човешкото разработване на замяна под формата на селскостопанско и градско развитие се счита за значителен фактор на ерозия и преместване на седименти. В Тайван нарастването на седиментния товар в северните, централните и южните региони на острова могат да бъдат проследени хронологично, докато всеки регион се развива през 20 век.